# Saint-Mariens
Saint-Mariens is een gemeente in het Franse departement Gironde (regio Nouvelle-Aquitaine). De plaats maakt deel uit van het arrondissement Blaye. Saint-Mariens telde op 1 januari 2022 1.637 inwoners.

## Geografie
De oppervlakte van Saint-Mariens bedroeg op 1 januari 2022 12 vierkante kilometer; de bevolkingsdichtheid was toen 136,4 inwoners per km².

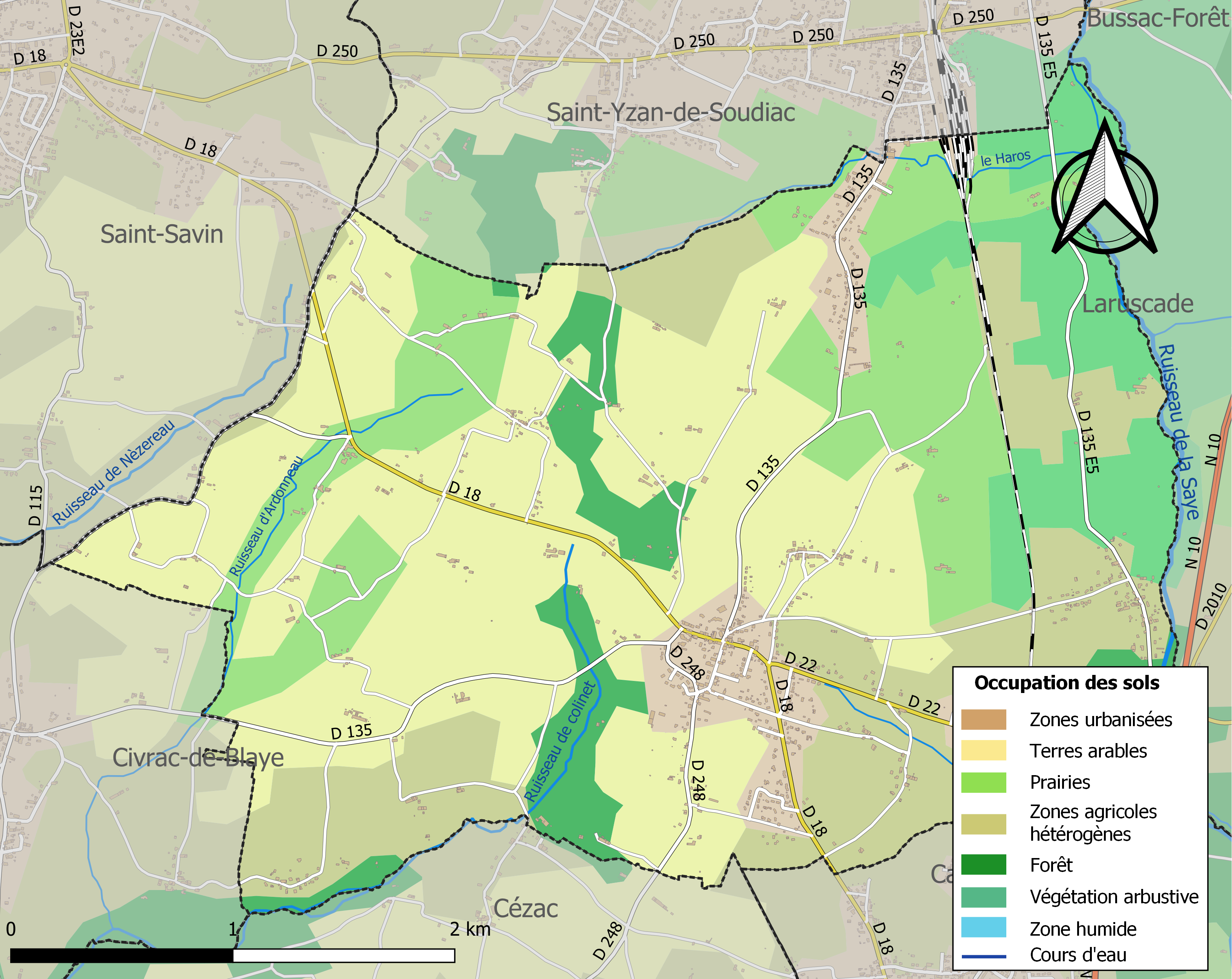
Kaart van de gemeente met belangrijkste infrastructuur, bodemgebruik en omliggende gemeenten

## Verkeer
De spoorweghalte Saint-Mariens-Saint-Yzan ligt op het grondgebied van de aanpalende gemeente Saint-Yzan-de-Soudiac.

## Demografie
Onderstaande figuur toont het verloop van het inwonertal (bron: INSEE-tellingen).